# Hieracon
Hieracon (Ἱεράκων) es el nombre griego de una antigua ciudad fortificada, la antigua Per-Nemty egipcia, capital del nomo XII del Alto Egipto, situada en la ribera oriental del río Nilo, donde ahora se encuentra la aldea de El-Ataula, Egipto.
| O1 | G7AA | X1 · Z4 | O49 · X1 |

| O1 | G7AA | X1 · Z4 | O49 · X1 |

Se situaba casi a medio camino entre el extremo occidental de los montes Alabastrites (el emplazamiento de la necrópolis de Kom al-Ahmar) y la ciudad de Asiut (la Licópolis griega).
Nombre egipcio Per-Nemty. Nombre griego: Hieracon, Hierakon o Theracon. Nombre árabe: El-Ataula. 

## Historia
En el Reino Antiguo, los gobernadores del nomo XII fueron enterrados en Deir el-Gabraui. La zona acogió a poderosos nomarcas durante la VI Dinastía.
En el Museo de El Cairo se conserva un bloque del templo de el-Atawla con el nombre de Hotepibre, de principios de la dinastía XIII (Temp 25.4.22.3).
En el Imperio Nuevo, es posible que el templo haya visto alguna nueva construcción con un dintel que nombra a Amosis I.
En la época romana estuvo acuartelada la primera cohorte auxiliar Lusitana. 

## Restos arqueológicos
Restos del templo de dios guerrero Nemty "El Caminante".